# Itapitanga
Itapitanga é um município brasileiro do estado da Bahia.

## Toponímia
A palavra Itapitanga tem origem em uma das línguas indígenas do tronco linguístico tupi-guarani, provavelmente o tupi antigo, que significa "pedra vermelha". Ela deriva do termo tupi ita (em português: "pedra"); e do termo tupi pitanga (em português: "vermelho").

## Geografia
O município de Itapitanga está localizado na mesorregião do Sul Baiano, no estado da Bahia. Ele possui uma área territorial de 420,663 quilômetros quadrados e o seu bioma principal é a Mata Atlântica.
A hierarquia urbana em 2018 do município , foi classificada como Centro Local. Em termos de influência regional, a área estava na Região de Influência de Itabuna. Em 2021, a região fazia parte da Região Intermediária e da Região Imediata de Ilhéus-Itabuna, dentro da Mesorregião Sul Baiano e Microrregião Ilhéus-Itabuna.

## Organização Político-Administrativa
O município de Itapitanga possui uma estrutura político-administrativa composta pelo Poder Executivo, chefiado por um prefeito eleito por sufrágio universal, o qual é auxiliado diretamente por secretários municipais nomeados por ele, e pelo Poder Legislativo, institucionalizado pela Câmara Municipal de Itapitanga, órgão colegiado de representação dos munícipes que é composto por vereadores também eleitos por sufrágio universal.

### Atuais autoridades municipais de Itapitanga
- Prefeito: José Roberto dos Santos Tolentino - PSB (2021/-)
- Vice-prefeito: Joel Fernando do Nascimento - PC do B (2021/-)[11]
- Presidente da Câmara: Nerivaldo Moura dos Santos "Neu de Aurino" - PSB (2023/-)[12][13]

## História
Itapitanga, é um município cujo território pertencia a Ilhéus. Em 1913, Benedito Cardoso dos Santos, um camponês do Pontal de Cafundó, chegou ao território, que hoje é o município de Itapitanga em busca de novas oportunidades. Ele explorou o local e se interessou pela fertilidade e abundância de terra.
Em 1925, Benedito Cardoso mudou-se para a área onde futuramente seria fundado o arraial, inicialmente planejado para ser chamado de "Rua da Areia", mas acabou sendo conhecido como "O Arraial do Baforé". Neste mesmo ano, ele construiu outra localidade, destinada ao comércio. A partir desse momento, o crescimento do arraial foi impulsionado pela chegada de novos moradores. Em 1929, o Arraial experimentou o crescimento, novos residentes ocuparam a região.
No dia 17 de setembro de 1931, ocorreu a primeira feira livre no Arraial, sendo organizada por Alfredo "O Mineiro", com o incentivo de Benedito Cardoso. Durante o ano de 1931, muitas pessoas carentes chegaram ao Arraial, e com apoio financeiro do principal proprietário da região, o Major Serafim Gil de Carvalho, construíram suas casas. Além dos pioneiros proeminentes, como Benedito Cardoso, Alfredo "Mineiro" e Major Serafim, outros se estabeleceram na região.
Durante esse período, a parte leste do Arraial ganhou dinamismo, com o surgimento de novas residências, comerciantes e outras benfeitorias. Essa área, inicialmente chamada de "Baforezinho", foi renomeada para "Itapitanga" após a solicitação de Benedito Cardoso a Sezario Falcão.
Em 1932, foi designados por Ilhéus o primeiro delegado de polícia, o Dr. Carvalho e, durante esse mesmo período, Benito Cardoso como juiz de paz. Em 1933, o Laudelino David dos Santos chegou a Itapitanga e estabeleceu uma parceria com Benito Cardoso. Esta parceria foi fundamental para o progresso de Itapitanga.
Em 1945, graças aos esforços de Benedito Cardoso, Laudelino David dos Santos e Plínio Teixeira, prefeito de Ilhéus, o Arraial de Itapitanga foi elevado à categoria de vila. Em 21 de dezembro de 1959, ocorreu o desmembramento deste município de Ilhéus, um marco significativo para o progresso da região, representando sua emancipação política. Essa data, oficialmente, ficou conhecida como a fundação do município.

## Educação
No ano de 2021,  o município possuía 14 estabelecimentos de ensino, sendo 13 escolas de ensino fundamental e 1 escola de ensino e contava com 1.072 matrículas no ensino fundamental e 319 matrículas no ensino médio. No mesmo ano, haviam 109 professores para o ensino fundamental e 12 professores para o ensino médio.